# Møn
Møn è un'isola che si trova nella parte sudest della Danimarca.
Anticamente costituiva il territorio del comune omonimo. Dal 1º gennaio 2007, con l'entrata in vigore della riforma amministrativa, il comune è stato soppresso e accorpato ai comuni di comuni di Langebæk e Præstø per dare luogo al riformato comune di Vordingborg compreso nella regione della Selandia.
La città principale dell'isola è Stege.
Nella parte orientale si trovano le scogliere di Møns Klint, le più alte della Danimarca.